# CiiNA CiiNA 琴似
CiiNA CiiNA 琴似（シーナシーナことに）は北海道札幌市西区琴似のショッピングセンターである。OICグループの株式会社Firstoが運営する。
本記事では、前身のイトーヨーカドー琴似店についても説明する。

## 概要

### （初代）イトーヨーカドー琴似店
建物は鉄筋コンクリート造の、地上6階建て。延べ床面積は1万5640平方メートル。
1976年7月20日、イトーヨーカ堂としては62番目の店として国鉄琴似駅前に進出。出店にあたっては、ダイエーと出店用地の獲得合戦、通称「琴似戦争」を展開した。結果として国鉄の駅前に進出できなかったダイエーは、地下鉄の終着駅琴似駅前に出店することとなった。
1980年代以降のバブル期には駅周辺に集合住宅が増加、イトーヨーカ堂は新たにアップグレードGMS業態のエスパ琴似（店番号：156）を隣接地に開業。
これに伴いイトーヨーカドー琴似店は1993年8月22日に閉店、改装のうえ12月9日にエスパ専門店館（店番号：161）としてテナントだけの業態に転換し再オープンさせた。
1999年に地下鉄東西線が延伸されたことで、琴似は終着駅としての地位を失い、当店を含む近隣の商業施設は打撃を受けた。
2001年10月1日、隣接するエスパ琴似の業態転換に合わせて「イトーヨーカドー専門店館」に改称。この間に北海道で唯一となるザ・プライスが出店、6年間の営業を終え2002年3月31日に撤退。
イトーヨーカドー専門店館は2003年8月31日に閉店、建物の運営からイトーヨーカ堂が撤退した。

#### 5588KOTONI
2004年、建物を株式会社日本ユニテックがショッピングセンター「5588KOTONI（）」として再オープンさせた。
独特な名称の由来についての明確な記録はないが、当時の北海道新聞に掲載された運営会社のコメントによれば、「買い物客の興味を引くのが狙い」だったという。
老朽化により竣工から50年を目前にした2025年6月末の閉館が決定、建物は解体されるという。
主要テナント
- アウトレットJ[8]
- カラオケマッシュ
- サツドラ[9]
- ダイソー[10]
- つるやゴルフ[11]
建て替え期間中の仮店舗[12]
- 東京靴流通センター[13]
- 富士メガネ[14]

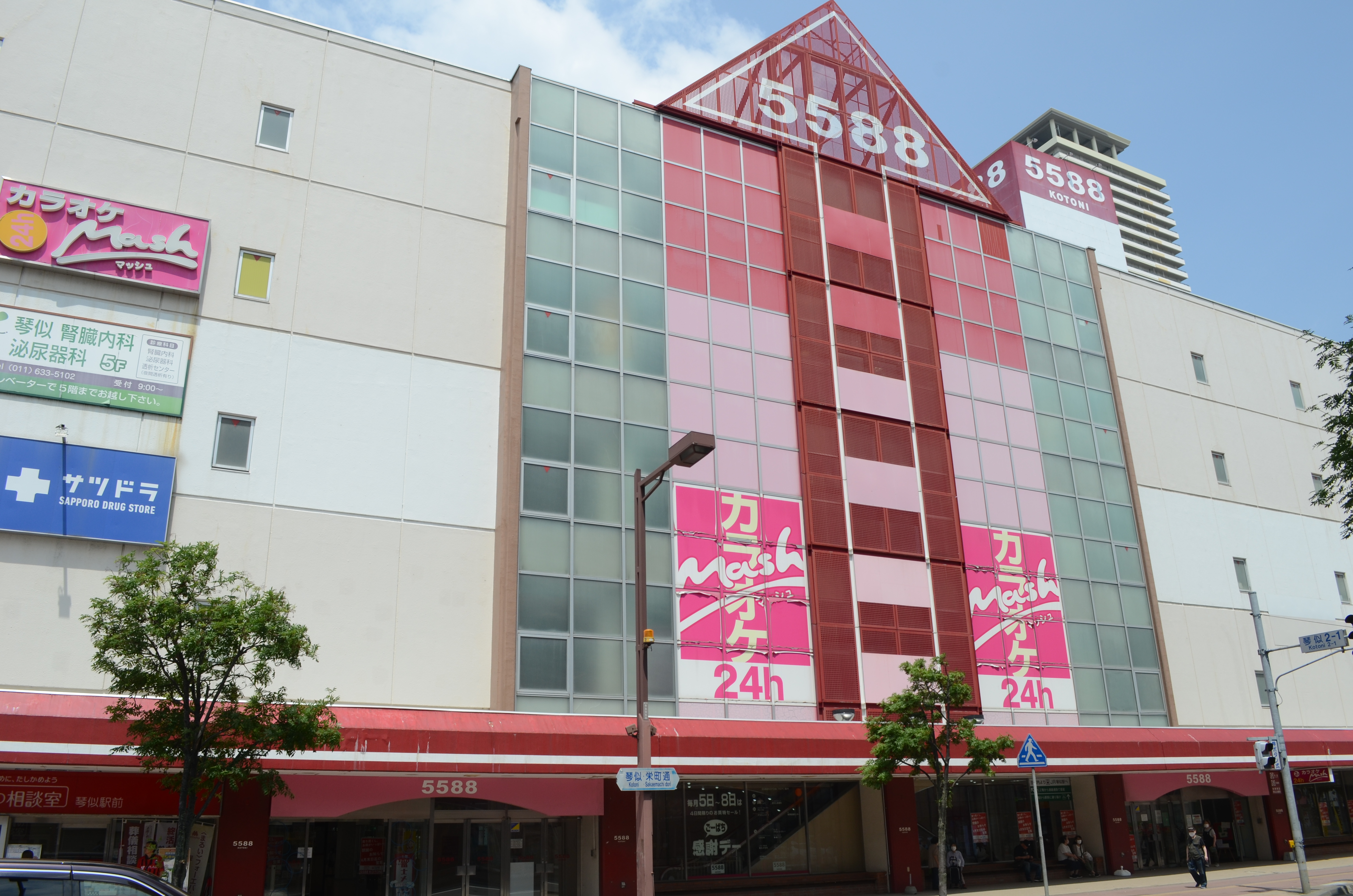
5588KOTONI（2025年6月）

### エスパ琴似店
鉄道高架事業や地下鉄東西線の延伸が予定され、昭和61年度、地元の意向調査を踏まえ「琴似中心地区都市総合再開発促進計画」を策定した。1989年3月「JR琴似駅南口地区市街地再開発準備組合」を設立した。その後、コンペ方式で事業計画を公募。三井不動産、フジタグループ提案のイトーヨーカドーの新業態である、エスパをキーテナントとする案が選定された。
JR琴似駅南口地区第一種市街地再開発事業により建設されたコトニジョイフルプラザ2・1へ、エスパ琴似店として1993年10月1日に移転。

### （2代目）イトーヨーカドー琴似店
2001年10月1日、エスパ琴似（エスパ琴似店）をイトーヨーカドーに転換、JR琴似駅前では8年ぶりにイトーヨーカドーが出店することとなった。
2019年7月28日、系列のセブン＆アイフードシステムが運営するファミール、ポッポ（地下フードコート内）が撤退。
2024年2月9日、イトーヨーカドーが北海道から撤退を発表、同時に屯田と琴似の両店舗をOICグループに事業譲渡する計画を公表。
2025年1月5日に閉店。

### CiiNA CiiNA 琴似
2024年7月18日、名称を「CiiNA CiiNA（シーナ シーナ）」にすると発表。
2025年（令和7年）2月1日一部テナントが先行オープンした。
5月8日にロピアがオープン。

## 年表

### （初代）イトーヨーカドー琴似店
- 1976年7月 - 開店[2]

### エスパ琴似店 →（2代目）イトーヨーカドー琴似店
- 1993年10月 - エスパ琴似店として移転[2]
- 2001年 - イトーヨーカドーに転換[2]
- 2024年（令和6年）2月9日 - OICグループへの譲渡を発表
- 2025年（令和7年）1月5日 - 閉店[27]

### CiiNA CiiNA 琴似
- 2025年（令和7年）
  - 2月1日 - 一部テナントが先行オープン[23][24]
  - 5月8日 - ロピアがオープン予定[25]。

## フロアとテナント
出典:
地下1階
- ロピア
- 宮文刃物店
- 中西商店
- サーティワンアイスクリーム
- はなまるうどん
- GREEN'S COURT

1階
- ワタナベ美容室
- マツモトキヨシ
- ネイルスタイル
- リペアショップ

2階
- アイシティ
- ヤーンショップ藤
- 売るナビ

3階
- セリア
- ミント歯科
- わいわいランド

### 出店予定のテナント
- Zoff（年内オープン予定）

## アクセス
北海道道276号琴似停車場線（琴似栄町通）近く。
バス
- JR北海道バス「JR琴似駅」下車[29]

鉄道
- 北海道旅客鉄道（JR北海道）「琴似駅」と空中回廊で直結[30]
- 札幌市営地下鉄東西線「琴似駅」徒歩約10分